# Ariane VA256
Az Ariane VA256 a 256. Ariane küldetés, amely űrbe juttatta a James Webb űrtávcsövet.

## Konfiguráció

### Rakéta
Az Ariane–5 a legerősebb európai hordozórakéta, amelynek az ECA-változatát fogják használni, a legmagasabb teherbírással. A rakéta teljes tömege 770 ezer kg lesz.

### Teher
Az egyetlen teher, amely része az űrrepülésnek a James Webb űrtávcső, a NASA első számú űrbéli obszervatóriuma. Maga a kilövés az Európai Űrügynökség hozzájárulása a projekthez. A űrtávcső tömege nagyjából 6 500 kg, míg élettartama 5 és 10 év között mozog.

## Felkészülés

### Érkezés Kourouba
A távcső 2021. október 12-én érkezett meg Kourouba, Francia Guyanába, ahol leszállították az MN Colibriről és elvitték az űrközpontba.
- Érkezés az MN Colibrin
- Érkezés az MN Colibrin
- Leszállítás az MN Colibriről
- Úton az űrközpontba
- Úton az űrközpontba
- Úton az űrközpontba

### Integráció

#### Baleset
2021. november 22-én a NASA és az Arianespace jelentése szerint az integrációs események idején elengedett az egyik tartókötél, amelynek következtében vibrációnak lett kitéve a távcső. Miután végeztek rajta néhány tesztet, november 24-én egy felülvizsgáló bizottság azt következtetette, hogy a teher egyetlen része sem sérült meg és meg lehetett kezdeni a rakéta feltöltését, az akkor december 22-re tervezett indulásra.

#### Feltöltés
A rakéta feltöltése 2021. november 25-én kezdődött el, és 10 napig tartott. December 3-án szétválasztották az üzemanyag feltöltő rendszert, ezután ellenőrzéseket hajtottak végre amelyeket december 5-én fejeztek be. Az űrtávcső tüzelőanyag-rendszerét feltöltötték 168 liter hidrazinnal és 133 liter dinitrogén-tetroxiddal, amely szükséges az L2 keringési pálya eléréséhez és fenntartásához.

#### Kommunikációs problémák
Egy 2021. december 14-i sajtóközleményben a NASA és az Arianespace bejelentette, hogy az obszervatórium és a hordozórakéta között volt egy kommunikációs probléma, amely miatt elhalasztották a kilövést legalább december 24-ig.

#### Időjárással kapcsolatos problémák
2021. december 24-i rossz időjárási körülmények miatt az indítást elhalasztották 24 órával, leghamarabb 2021. december 25-re.
- A tisztatér előtti légzsilipben
- Kicsomagolása
- Kicsomagolása
- A tisztatérben
- A tisztatérben
- A tisztatérben

## Indítás
A rakéta indítása 2021. december 25-én történt 12:20-kor (UTC), a Guyana Űrközpont ELA-3 kilövő állomásáról.

## Pályája

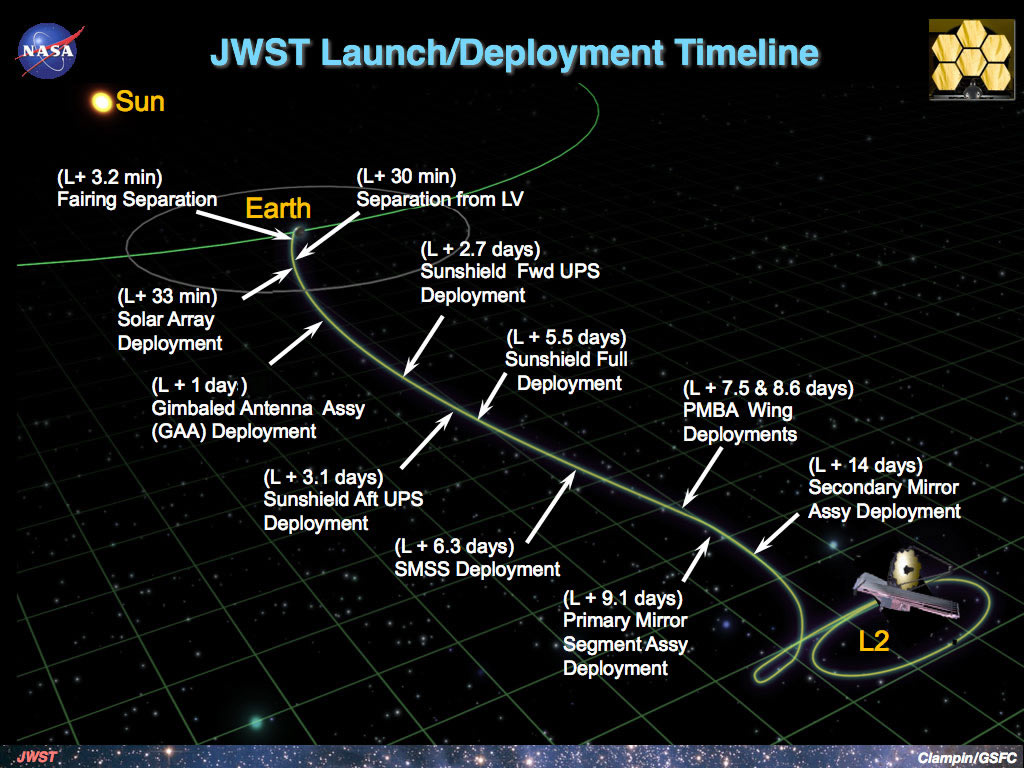
A JWST útja az L_{2} ponthoz.

A James Webb űrtávcsövet rá fogják helyezni a pályára, amely a második Föld-Nap Lagrange-ponthoz (L2) viszi.
A felszállás után nagyjából 30 perccel fog leválni a hordozórakétáról az űreszköz. Ezt követően a távcső el fogja kezdeni használatba venni mechanizmusait. Nagyjából harminc nap után fogja magát pályára állítani az L2 körül.